# Serixiomenesia flavosignata
Serixiomenesia flavosignata là một loài bọ cánh cứng trong họ Cerambycidae.